# Пойнт-Комфорт (Техас)
Пойнт-Комфорт (англ. Point Comfort) — місто (англ. city) в США, в окрузі Калгун штату Техас. Населення — 603 особи (2020).

## Географія
Пойнт-Комфорт розташований за координатами 28°39′52″ пн. ш. 96°33′19″ зх. д. / 28.66444° пн. ш. 96.55528° зх. д. (28.664320, -96.555402).  За даними Бюро перепису населення США в 2010 році місто мало площу 3,41 км², з яких 3,41 км² — суходіл та 0,00 км² — водойми.

## Демографія
Згідно з переписом 2010 року, у місті мешкало 737 осіб у 257 домогосподарствах у складі 182 родин. Густота населення становила 216 осіб/км².  Було 378 помешкань (111/км²).
Расовий склад населення:
| - 84,1 % — білих - 7,5 % — азіатів - 0,7 % — корінних американців - 0,7 % — чорних або афроамериканців - 4,3 % — осіб інших рас |

До двох чи більше рас належало 2,7 %. Частка іспаномовних становила 31,5 % від усіх жителів.
За віковим діапазоном населення розподілялося таким чином: 26,9 % — особи молодші 18 років, 57,1 % — особи у віці 18—64 років, 16,0 % — особи у віці 65 років та старші. Медіана віку мешканця становила 36,6 року. На 100 осіб жіночої статі у місті припадало 108,8 чоловіків;  на 100 жінок у віці від 18 років та старших — 110,5 чоловіків також старших 18 років.
Середній дохід на одне домашнє господарство  становив 63 905 доларів США (медіана — 63 500), а середній дохід на одну сім'ю — 74 173 долари (медіана — 70 278). За межею бідності перебувало 7,3 % осіб, у тому числі 0,0 % дітей у віці до 18 років та 6,3 % осіб у віці 65 років та старших.
Цивільне працевлаштоване населення становило 325 осіб. Основні галузі зайнятості: виробництво — 42,2 %, освіта, охорона здоров'я та соціальна допомога — 15,7 %, транспорт — 8,3 %, будівництво — 8,0 %.